# Tatiana Vidmer
Tatiana Vidmer, née le 8 janvier 1986 à Moscou, dans la République socialiste fédérative soviétique de Russie, est une joueuse russe de basket-ball.

## Biographie
Bonne défenseure, disposant à la fois d'une grande taille, d'une large envergure et de bonnes mains, elle également de bonnes dispositions offensives pour se démarquer près du panier ou ressortir la balle pour un tir extérieur, ce qui fait d'elle une joueuse complète.
Formée à Tchevakata Vologda, elle rejoint UMMC Iekaterinbourg à l'été 2009 pour disputer l'Euroligue pendant trois saisons avec un rôle limité (3,5 points, 4,9 rebonds et 0,4 passe décisive pour sa dernière saison) durant lesquelles elle remporte trois titres nationaux et trois coupes de Russie. En 2012, elle signe au Dynamo Moscou, qui dispute l'Eurocoupe.
En 2004, elle remporte notamment la médaille d'or avec l'équipe des 18 ans et moins avec 16,4 points, 13,4 rebonds et 1,6 passe décisive. En 2007, elle dispute le mondial des 21 ans et moins avec 8,8 points, 10,0 rebonds et  2,1 passes décisives de moyenne. En 2009, elle remporte une médaille d'argent avec la sélection russe au Mondial universitaires de Belgrade en 2009. 
Elle s'impose en équipe nationale lors du Mondial 2010, où la Russie termine 7e, en étant la meilleure de son équipe aux interceptions, passes et contres avec 3,2 points, 5,8 rebonds et 1,7 passe décisive, confirmant son potentiel entrevu dans les équipes de jeunes. Elle n'est pas retenue dans la sélection olympique pour Londres.
Avec le ŽBK Dynamo Moscou, elle remporte l'Eurocoupe face au Dynamo Koursk par 158 points à 150 (matches aller-retour).

## Clubs
- 2005-2009 : Tchevakata Vologda
- 2009-2012 : UMMC Iekaterinbourg
- 2012- : ŽBK Dynamo Moscou

## Palmarès

### Clubs
- Coupe de Russie : 2010, 2011, 2012[2]
- Championnat de Russie : 2010, 2011, 2012[2]

### Équipe nationale
- Médaille d'or au Championnat d'Europe des 18 ans et moins en 2004
- Médaille d'argent au Mondial universitaires de Belgrade en 2009
- Sélectionnée pour le Championnat du monde de basket-ball féminin 2010
- Sélectionnée pour le Championnat d'Europe de basket-ball féminin 2011
- Médaille d'or aux Jeux européens de 2015 (3x3)